# 呼廚泉
呼廚泉（こちゅうせん、拼音：Hūchúquán、生没年不詳）は、中国後漢代から三国時代にかけての南匈奴の屠各種攣鞮部の単于。羌渠の子、於夫羅の弟。

## 生涯
195年に兄の単于於夫羅が死んだ後、単于となる。於夫羅が単于であった時代に匈奴勢力として曹操と戦って大敗し、曹操勢力に帰順していると見られるが、202年には平陽で曹操に対して反乱を起こし、郭援・高幹と共に鍾繇・馬超の軍と戦ったが敗れ、あらためて曹操の下に投降した。
216年7月、入朝し、官位を授けられる。呼廚泉自身は鄴に留め置かれ、匈奴の故地は叔父である右賢王去卑がまとめることになった。
220年、曹丕の家臣団が曹丕に対し、後漢からの禅譲を受けるよう勧めた『魏公卿上尊号奏』に、呼廚泉は「匈奴南単于臣泉」として名を連ねている。曹丕が魏の皇帝となると、あらためて璽綬を受けた。
泰始元年（265年）12月、晋王の司馬炎が魏の元帝より禅譲を受け皇帝に即位すると、呼廚泉はその即位式に参列した。
泰始7年（271年）1月、呼廚泉の叔父で南匈奴部帥の劉猛が西晋に対して反乱を起こし、長城を出て孔邪城に駐屯した。武帝（司馬炎）は婁侯の何楨を派遣して、節を持たせてこれを討たせた。11月、劉猛は并州を侵略するが、并州刺史の劉欽らによって撃ち破られた。
泰始8年（272年）1月、監軍の何楨が劉猛を討ち破ると、南匈奴左部帥の李恪は劉猛を殺害して投降した。
咸寧2年（276年）2月、并州の南匈奴が塞（長城）を侵したので、監并州諸軍事の胡奮はこれを撃破した。
咸寧3年（277年）12月、呼廚泉が西晋に来朝したので、武帝は呼廚泉を王公特進の下に置いた。
以降、呼廚泉の子孫で単于を継承した人物の記述がなく、代わって左賢王劉淵の系統が力を持つようになり、漢（前趙）の建国に至る。

## 備考
- 魏から晋に移った後、304年に匈奴大単于を名乗って自立した劉淵は、兄於夫羅の孫である。
- 『三国志演義』には登場しない。

## 参考資料
- 『三国志』
- 『後漢書』（南匈奴列伝）
- 『晋書』（帝紀第三 武帝、列伝第六十七 四夷）